# نهائي كأس إيطاليا 1998
نهائي كأس إيطاليا 1998 هي المباراة النهائية من منافسة كأس إيطاليا 1997–98، أقيمت المباراة في 1998، بين فريقي إيه سي ميلان، ونادي لاتسيو، وفاز فيها نادي لاتسيو، بعد أن هزم إيه سي ميلان، بنتيجة 2 - 3.

## تفاصيل المباراة
لعبت المباراة النهائية في 1998.
| إيه سي ميلان | 2 -3 | نادي لاتسيو |
| ------------ | ---- | ----------- |
|              |      |             |